# Galmihorn
Il Galmihorn (3.517 m s.l.m. è una montagna delle Alpi Bernesi che si trova nel Canton Vallese.

## Descrizione
È possibile salire sulla vetta partendo da Münster-Geschinen e passando dalla Galmihornhütte (2.113 m).